# نانتالی
نانتالی (سوئدی: Nådendal) یکی از شهرهای فنلاند است.

## نگارخانه

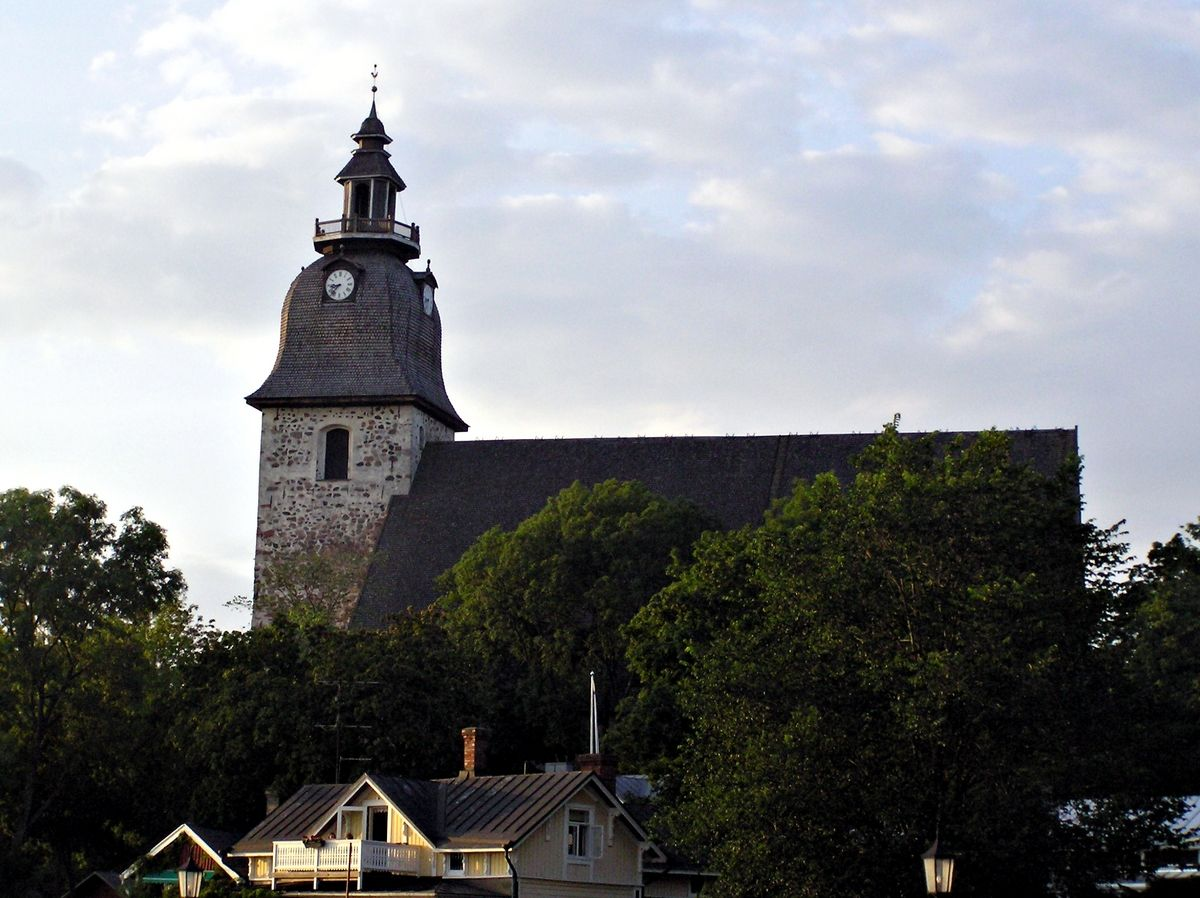
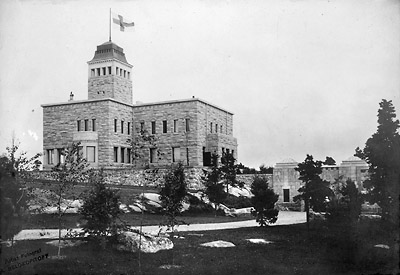
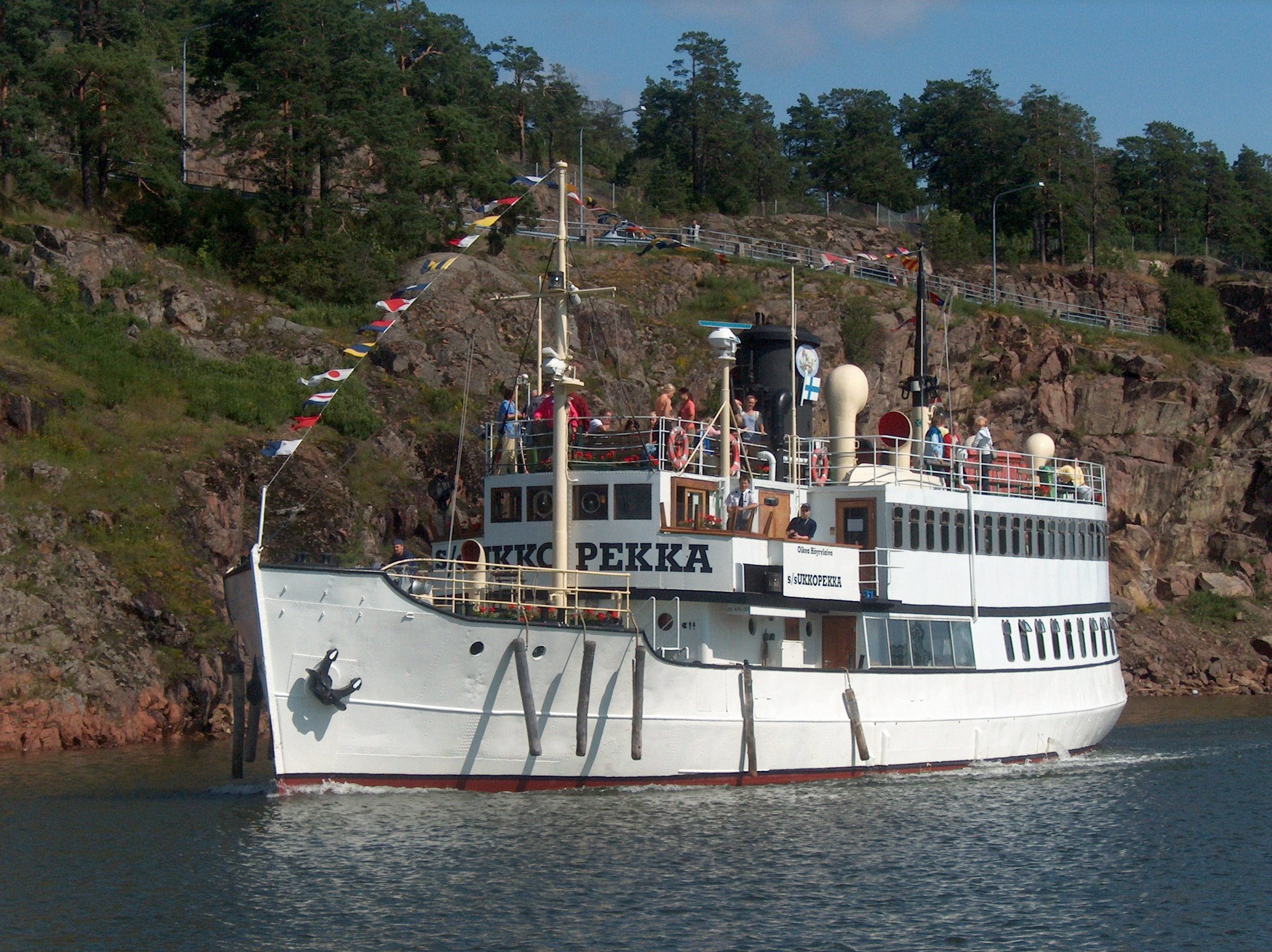
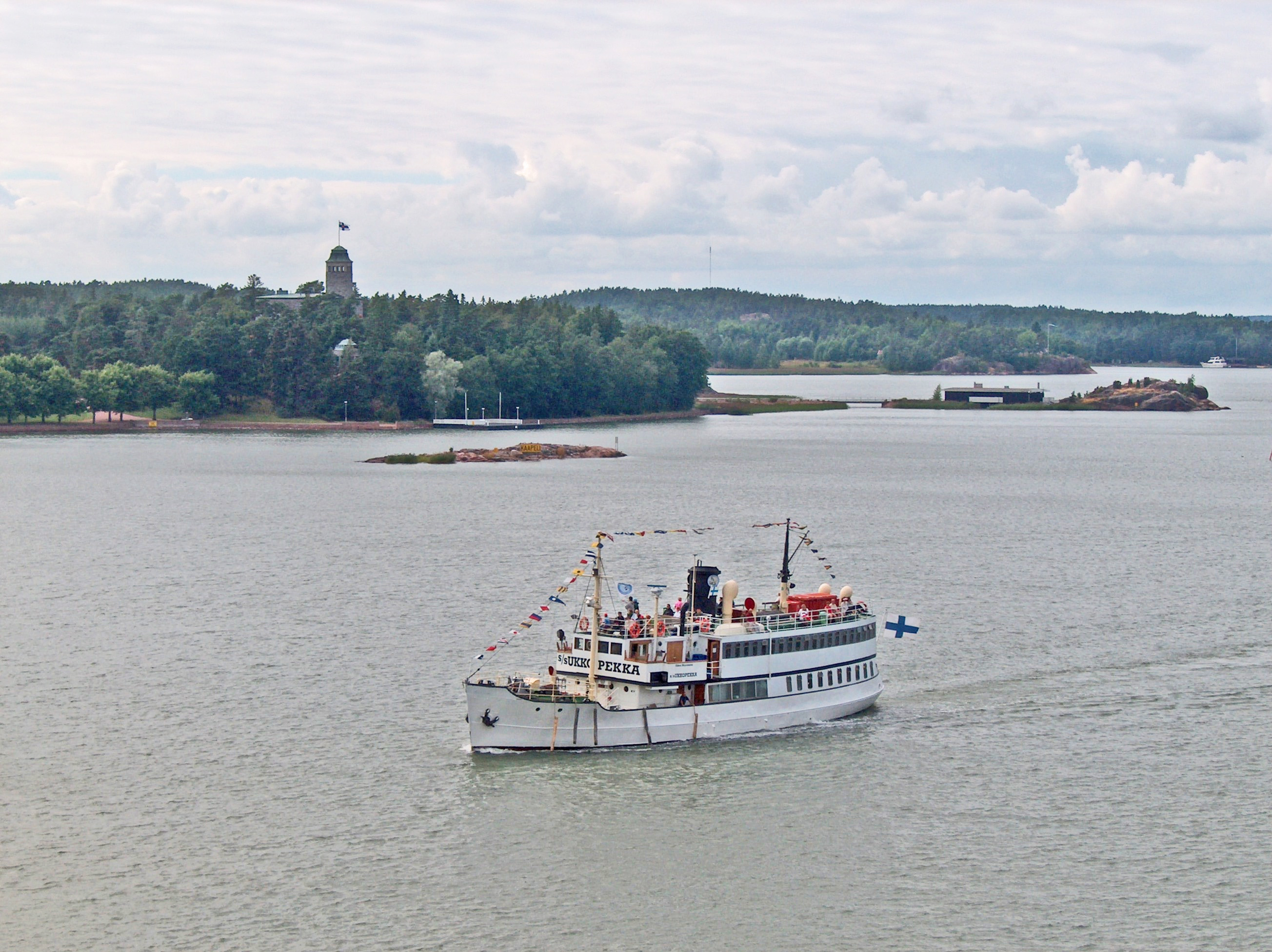
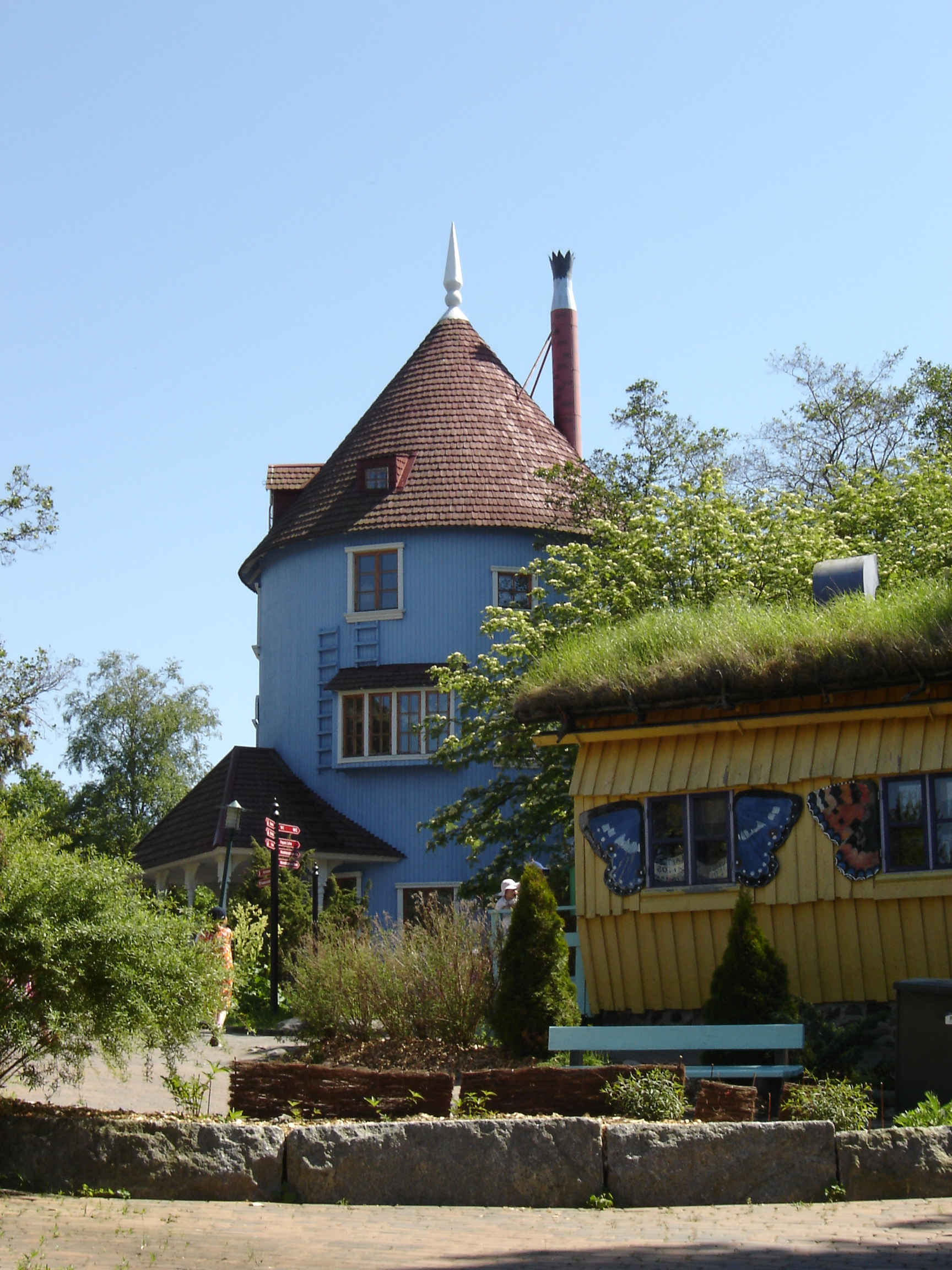
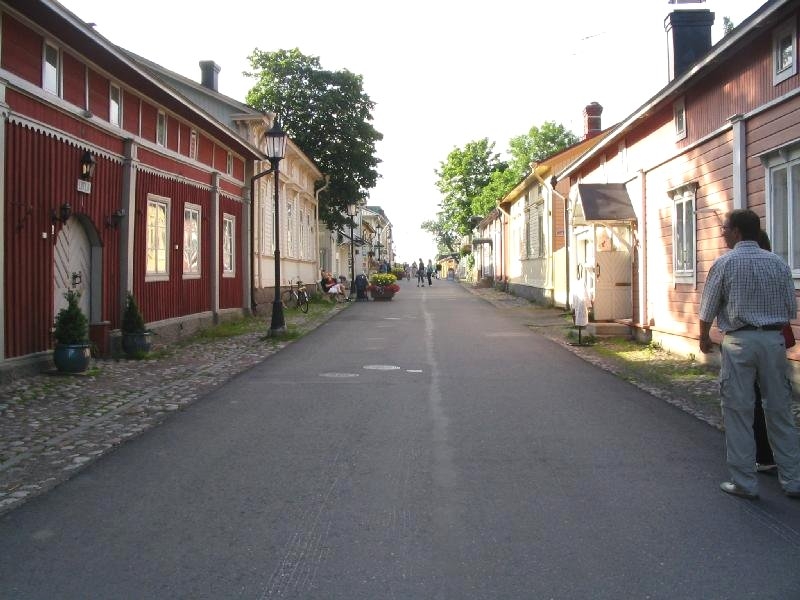
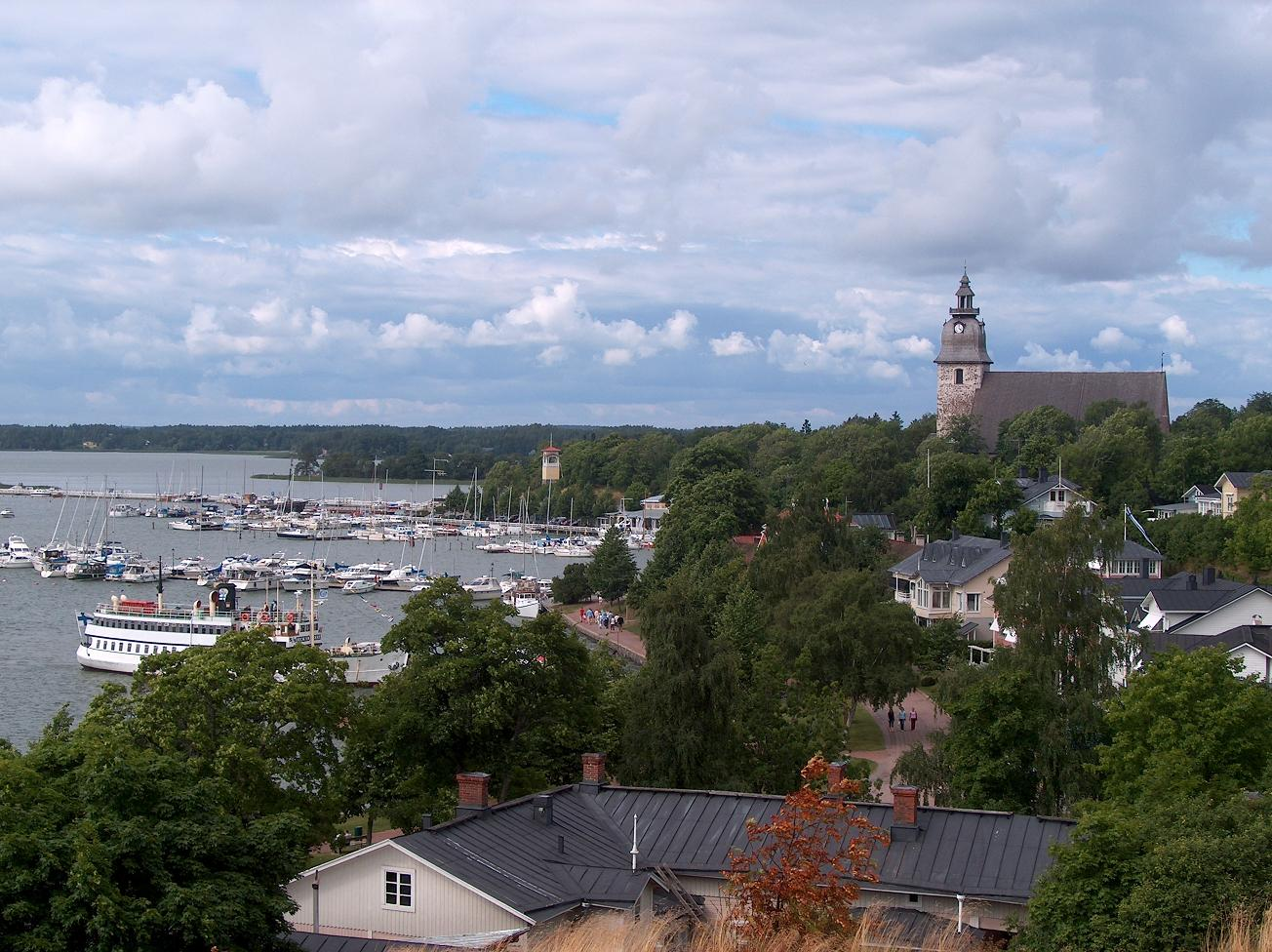